# Cechenotettix eremica
Cechenotettix eremica är en insektsart som beskrevs av Lindberg 1964. Cechenotettix eremica ingår i släktet Cechenotettix och familjen dvärgstritar. Utöver nominatformen finns också underarten C. e. atlantica.